# România la Jocurile Olimpice de vară din 1952
România la Jocurile Olimpice de vară din 1952, Helsinki, Finlanda.  România a participat la Jocurile Olimpice după ce a lipsit de la cele organizate în 1948. 114 competitori, 103 bărbați și 11 femei, au luat parte la 67 de evenimente sportive în cadrul a 15 sporturi.

## Medaliați
| Medalie | Nume                  | Sport | Probă                      |
| ------- | --------------------- | ----- | -------------------------- |
| Aur     | Iosif Sîrbu           | Tir   | armă calibru redus, culcat |
| Argint  | Vasile Tiță           | Box   | 75 kg (mijlocie)           |
| Bronz   | Gheorghe Fiat         | Box   | 60 kg (semiușoară)         |
| Bronz   | Gheorghe Lichiardopol | Tir   | pistol-viteză              |

## Atletism
Probe pe șosea și pistă
| Ion Moina             | 200 m            | nu a luat startul | nu a luat startul | nu a luat startul | nu a luat startul | nu a luat startul | nu a luat startul | nu a luat startul | nu a luat startul |               |               |               |               |
| Victor Firea          | 3000 m obstacole | 9:29,2            | 9                 | N/A               | N/A               | N/A               | N/A               | nu a avansat      | nu a avansat      |               |               |               |               |
| Dinu Cristea          | maraton          | N/A               | N/A               | N/A               | N/A               | N/A               | N/A               | 2:39:42,2         | 31                |               |               |               |               |
| Vasile Teodosiu       | maraton          | N/A               | N/A               | N/A               | N/A               | N/A               | N/A               | 2:46:00,8         | 41                |               |               |               |               |
| Constantin Radu       | maraton          | N/A               | N/A               | N/A               | N/A               | N/A               | N/A               | nu a terminat     | nu a terminat     | nu a terminat | nu a terminat | nu a terminat | nu a terminat |
| Dumitru Paraschivescu | 50 km marș       | N/A               | N/A               | N/A               | N/A               | N/A               | N/A               | 4:41:05,2         | 7                 |               |               |               |               |
| Ion Baboie            | 50 km marș       | N/A               | N/A               | N/A               | N/A               | N/A               | N/A               | 4:41:52,8         | 8                 |               |               |               |               |
| Elias Baruch          | 50 km marș       | N/A               | N/A               | N/A               | N/A               | N/A               | N/A               | nu a luat startul | nu a luat startul |               |               |               |               |
| Emma Konrad           | 100 m            | 13,0              | 4                 | nu a avansat      | nu a avansat      | nu a avansat      | nu a avansat      | nu a avansat      | nu a avansat      |               |               |               |               |
| Emma Konrad           | 200 m            | 25,8              | 6                 | N/A               | N/A               | nu a avansat      | nu a avansat      | nu a avansat      | nu a avansat      |               |               |               |               |
| Alexandra Sicoe       | 100 m            | 12,8              | 4                 | nu a avansat      | nu a avansat      | nu a avansat      | nu a avansat      | nu a avansat      | nu a avansat      |               |               |               |               |
| Alexandra Sicoe       | 200 m            | 25,6              | 3                 | N/A               | N/A               | nu a avansat      | nu a avansat      | nu a avansat      | nu a avansat      |               |               |               |               |

Probe pe teren
| Atlet              | Probă    | Calificare        | Calificare        | Finală            | Finală            |
| Atlet              | Probă    | Distanță          | Loc               | Distanță          | Loc               |
| ------------------ | -------- | ----------------- | ----------------- | ----------------- | ----------------- |
| Ioan Soter         | înălțime | 1,87              | =22               | 1,95              | 6                 |
| Zeno Dragomir      | înălțime | 4,00              | =6                | 3,80              | =18               |
| Mihai Raica        | disc     | nu a luat startul | nu a luat startul | nu a luat startul | nu a luat startul |
| Constantin Dumitru | ciocan   | 50,92             | 14                | 52,77             | 12                |
| Nicolae Gurau      | ciocan   | nu a luat startul | nu a luat startul | nu a luat startul | nu a luat startul |
| Lia Manoliu        | disc     | 37,58             | 13                | 42,65             | 6                 |

## Baschet
Echipa
- Adrian Petroșanu
- Andrei Folbert
- Cezar Niculescu
- Corneliu Călugăreanu
- Dan Niculescu
- Emanoil Răducanu
- Gheorghe Constantinide
- Grigore Costescu
- Ladislau Mokos
- Liviu Naghy
- Mihai Nedef
- Vasile Popescu

| Echipă  | Probă            | Runda de calificare | Runda de calificare | Runda de calificare | Prima rundă   | Prima rundă   | Prima rundă   | Semifinale    | Finală / FM   |
| Echipă  | Probă            | Adversar Scor       | Adversar Scor       | Loc                 | Adversar Scor | Adversar Scor | Adversar Scor | Adversar Scor | Adversar Scor |
| ------- | ---------------- | ------------------- | ------------------- | ------------------- | ------------- | ------------- | ------------- | ------------- | ------------- |
| România | Turneul masculin | Canada P 51-72      | Italia P 39-53      | 23                  | Nu a avansat  | Nu a avansat  | Nu a avansat  | Nu a avansat  | Nu a avansat  |

## Box
| Sportiv           | Probă                  | Primul meci           | Al 2-lea meci              | Sferturi de finală    | Semifinale            | Finală                 | Finală |
| Sportiv           | Probă                  | Adversar Rezultat     | Adversar Rezultat          | Adversar Rezultat     | Adversar Rezultat     | Adversar Rezultat      | Loc    |
| ----------------- | ---------------------- | --------------------- | -------------------------- | --------------------- | --------------------- | ---------------------- | ------ |
| Mircea Dobrescu   | muscă masculin         | Nagata (JPN) C 2–1    | Johansson (SWE) C 3–0      | Brooks (USA) P 1–2    | Nu a avansat          | Nu a avansat           | =5     |
| Ion Zlătaru       | cocoș masculin         | Martin (FRA) C DS     | von Graevenitz (RSA) P 1–2 | Nu a avansat          | Nu a avansat          | Nu a avansat           | =9     |
| Gheorghe Ilie     | pană masculin          | Lewis (GBR) C 2–1     | Brown (USA) P 0–3          | Nu a avansat          | Nu a avansat          | Nu a avansat           | =9     |
| Gheorghe Fiat     | ușoară masculin        | Hamaky (EGY) C 3–0    | Martin (IRL) C 3–0         | Bonetti (ARG) C 2–1   | Antkiewicz (POL) P NP | Nu a avansat           | 3      |
| Francisc Ambruș   | super ușoară masculin  | Petersen (DEN) C 3–0  | Mednov (URS) P AC          | Nu a avansat          | Nu a avansat          | Nu a avansat           | =9     |
| Nicolae Linca     | mijlocie mică masculin | Gascue (VEN) C 3–0    | Heidemann (GER) P TA       | Nu a avansat          | Nu a avansat          | Nu a avansat           | =9     |
| Neacșu Șerbu      | semimijlocie masculin  | Kontula (FIN) P 0–3   | Nu a avansat               | Nu a avansat          | Nu a avansat          | Nu a avansat           | =17    |
| Andraș Döri       | semimijlocie masculin  | Nu a luat startul     | Nu a luat startul          | Nu a luat startul     | Nu a luat startul     | Nu a luat startul      | –      |
| Vasile Tiță       | mijlocie masculin      | Duggan (IRL) C DS     | Andrade (BRA) C DS         | Sentimenti (ITA) C TA | Nikolov (BUL) C 3–0   | Patterson (USA) P k.o. | 2      |
| Ion Pintea        | mijlocie masculin      | Nu a luat startul     | Nu a luat startul          | Nu a luat startul     | Nu a luat startul     | Nu a luat startul      | –      |
| Dumitru Ciobotaru | semigrea masculin      | N/A                   | Siljander (FIN) P 1–2      | Nu a avansat          | Nu a avansat          | Nu a avansat           | =9     |
| Eugen Furesz      | grea masculin          | Krizmanić (YUG) P 0–3 | Nu a avansat               | Nu a avansat          | Nu a avansat          | Nu a avansat           | =16    |
| Ștefan Ghiarmati  | grea masculin          | Nu a luat startul     | Nu a luat startul          | Nu a luat startul     | Nu a luat startul     | Nu a luat startul      | –      |

## Caiac canoe
| Sportiv            | Probă               | Serie  | Serie | Finală       | Finală       |
| Sportiv            | Probă               | Timp   | Loc   | Timp         | Loc          |
| ------------------ | ------------------- | ------ | ----- | ------------ | ------------ |
| Mircea Anastasescu | K-1 1000 m masculin | 4:32,9 | 6     | Nu a avansat | Nu a avansat |

## Canotaj
| Sportiv | Probă                   | Serie  | Serie | Recalificări | Recalificări | Semifinale    | Semifinale    | Recalificări  | Recalificări  | Finală        | Finală        |
| Sportiv | Probă                   | Timp   | Loc   | Timp         | Loc          | Timp          | Loc           | Timp          | Loc           | Timp          | Loc           |
| --- | ----------------------- | ------ | ----- | ------------ | ------------ | ------------- | ------------- | ------------- | ------------- | ------------- | ------------- |
| Iosif Bergesz Milivoi Iancovici Ștefan Konyelicska Gheorghe Măcinic Ion Niga Ștefan Pongratz Alexandru Rotaru Ștefan Somogy Ion Vlăduț (cârmaci) | Opt cu cârmaci masculin | 6:23,0 | 3 R   | 6:20,7       | 2            | Nu au avansat | Nu au avansat | Nu au avansat | Nu au avansat | Nu au avansat | Nu au avansat |

## Ciclism
Șosea
| Sportiv             | Probă      | Timp          | Loc           |               |
| ------------------- | ---------- | ------------- | ------------- | ------------- |
| Constantin Stănescu | individual | 5:20:01,4     | 29            |               |
| Constantin Stănescu | echipe     | 5:20:01,4     | 12            |               |
| Marin Niculescu     | individual | 5:23:34,1     | 41            |               |
| Marin Niculescu     | echipe     | 5:23:34,1     | 12            |               |
| Victor Georgescu    | individual | 5:24:27,5     | 44            |               |
| Victor Georgescu    | echipe     | 5:24:27,5     | 12            |               |
| Petre Nuță          | individual | nu a terminat | nu a terminat | nu a terminat |
| Petre Nuță          | echipe     | nu a terminat | nu a terminat | nu a terminat |

Pistă
| Sportiv    | Probă      | Prima rundă | Prima rundă | Recalificări | Recalificări | Sferturi de finală | Sferturi de finală | Semifinale   | Semifinale   | Finală       | Finală       |
| Sportiv    | Probă      | Timp        | Loc         | Timp         | Loc          | Timp               | Loc                | Timp         | Loc          | Timp         | Loc          |
| ---------- | ---------- | ----------- | ----------- | ------------ | ------------ | ------------------ | ------------------ | ------------ | ------------ | ------------ | ------------ |
| Ion Ioniță | sprint     | –           | 3           | –            | 5            | nu a avansat       | nu a avansat       | nu a avansat | nu a avansat | nu a avansat | nu a avansat |
| Ion Ioniță | contratimp | N/A         | N/A         | N/A          | N/A          | N/A                | N/A                | N/A          | N/A          | 1:14,4       | 6            |

## Echitație
| Concurent       | Cal      | Puncte | Loc |
| --------------- | -------- | ------ | --- |
| Gheorghe Antohi | Haimana  | 38,25  | 39  |
| Ion Jipa        | Troika   | 39,00  | 40  |
| Ion Constantin  | Vagabond | 103,00 | 48  |

| Concurenți                                | Puncte | Loc |
| ----------------------------------------- | ------ | --- |
| Gheorghe Antohi, Ion Constantin, Ion Jipa | 180,25 | 13  |

| Concurent        | Cal      | Puncte       | Loc          |
| ---------------- | -------- | ------------ | ------------ |
| Petre Andreanu   | Ciurlan  | neclasificat | neclasificat |
| Nicolae Mihalcea | Ghibelin | neclasificat | neclasificat |
| Mihai Timu       | Cornet   | neclasificat | neclasificat |

| Concurenți                                   | Puncte       | Loc          |
| -------------------------------------------- | ------------ | ------------ |
| Petre Andreanu, Nicolae Mihalcea, Mihai Timu | neclasificat | neclasificat |

## Fotbal
Echipa
- Eugen Iordache
- Gavril Serfőző
- Ioan Suru
- Ion Voinescu
- Iosif Kovacs
- Iosif Petschovski
- Titus Ozon
- Tudor Paraschiva
- Valeriu Călinoiu
- Vasile Zavoda
- Zoltan Farmati
- Aurel Crîsnic (r)
- Traian Popa (r)
- Guido Fodor (r)
- Iosif Ritter (r)
- Ștefan Balint (r)
- Tiberiu Bone (r)
- Gheorghe Bodo (r)
- Andrei Mercea (r)
- Francisc Zavoda (r)

Antrenori: Gheorghe Popescu I și Emerich Vogl
| Echipă  | Probă            | Runda preliminară | Prima Rundă   | Sfert de finală | Semifinală    | Finală / FM   | Finală / FM |
| Echipă  | Probă            | Adversar Scor     | Adversar Scor | Adversar Scor   | Adversar Scor | Adversar Scor |             |
| ------- | ---------------- | ----------------- | ------------- | --------------- | ------------- | ------------- | ----------- |
| România | Turneul masculin | Ungaria P 1-2     | Nu a avansat  | Nu a avansat    | Nu a avansat  | Nu a avansat  |             |

## Gimnastică
Masculin
| Sportiv         | Probă             | Finală | Finală   | Finală   | Finală | Finală | Finală | Finală | Finală |
| Sportiv         | Probă             | Aparat | Aparat   | Aparat   | Aparat | Aparat | Aparat | Total  | Loc    |
| Sportiv         | Probă             | Sol    | Sărituri | Paralele | Bară   | Inele  | Cal    | Total  | Loc    |
| --------------- | ----------------- | ------ | -------- | -------- | ------ | ------ | ------ | ------ | ------ |
| Frederic Orendi | individual compus | 17,20  | 17,40    | 18,00    | 18,20  | 17,45  | 16,80  | 105,05 | 71     |
| Frederic Orendi | echipe            | 17,20  | 17,40    | 18,00    | 18,20  | 17,45  | 16,80  | 105,05 | 20     |
| Frederic Orendi | sol               | 17,20  | N/A      | N/A      | N/A    | N/A    | N/A    | 17,20  | =94    |
| Frederic Orendi | sărituri          | N/A    | 17,40    | N/A      | N/A    | N/A    | N/A    | 17,40  | =123   |
| Frederic Orendi | paralele          | N/A    | N/A      | 18,00    | N/A    | N/A    | N/A    | 18,00  | =67    |
| Frederic Orendi | bară              | N/A    | N/A      | N/A      | 18,20  | N/A    | N/A    | 18,20  | =51    |
| Frederic Orendi | inele             | N/A    | N/A      | N/A      | N/A    | 17,45  | N/A    | 17,45  | =94    |
| Frederic Orendi | cal               | N/A    | N/A      | N/A      | N/A    | N/A    | 16,80  | 16,80  | 91     |
| Andrei Kerekeș  | individual compus | 17,70  | 17,60    | 16,60    | 16,95  | 18,30  | 17,80  | 104,95 | 72     |
| Andrei Kerekeș  | echipe            | 17,70  | 17,60    | 16,60    | 16,95  | 18,30  | 17,80  | 104,95 | 20     |
| Andrei Kerekeș  | sol               | 17,70  | N/A      | N/A      | N/A    | N/A    | N/A    | 17,70  | =66    |
| Andrei Kerekeș  | sărituri          | N/A    | 17,60    | N/A      | N/A    | N/A    | N/A    | 17,60  | =114   |
| Andrei Kerekeș  | paralele          | N/A    | N/A      | 16,60    | N/A    | N/A    | N/A    | 16,60  | =130   |
| Andrei Kerekeș  | bară              | N/A    | N/A      | N/A      | 16,95  | N/A    | N/A    | 16,95  | =100   |
| Andrei Kerekeș  | inele             | N/A    | N/A      | N/A      | N/A    | 18,30  | N/A    | 18,30  | =53    |
| Andrei Kerekeș  | cal               | N/A    | N/A      | N/A      | N/A    | N/A    | 17,80  | 17,80  | =55    |
| Mihai Botez     | individual compus | 16,45  | 15,50    | 17,85    | 13,65  | 18,50  | 16,25  | 98,20  | 124    |
| Mihai Botez     | echipe            | 16,45  | 15,50    | 17,85    | 13,65  | 18,50  | 16,25  | 98,20  | 20     |
| Mihai Botez     | sol               | 16,45  | N/A      | N/A      | N/A    | N/A    | N/A    | 16,45  | =122   |
| Mihai Botez     | sărituri          | N/A    | 15,50    | N/A      | N/A    | N/A    | N/A    | 15,50  | 167    |
| Mihai Botez     | paralele          | N/A    | N/A      | 17,85    | N/A    | N/A    | N/A    | 17,85  | =81    |
| Mihai Botez     | bară              | N/A    | N/A      | N/A      | 13,65  | N/A    | N/A    | 13,65  | 163    |
| Mihai Botez     | inele             | N/A    | N/A      | N/A      | N/A    | 18,50  | N/A    | 18,50  | 35     |
| Mihai Botez     | cal               | N/A    | N/A      | N/A      | N/A    | N/A    | 16,25  | 16,25  | =101   |
| Francisc Cociș  | individual compus | 16,80  | 17,35    | 14,45    | 11,50  | 16,65  | 12,05  | 88,80  | =157   |
| Francisc Cociș  | echipe            | 16,80  | 17,35    | 14,45    | 11,50  | 16,65  | 12,05  | 88,80  | 20     |
| Francisc Cociș  | sol               | 16,80  | N/A      | N/A      | N/A    | N/A    | N/A    | 16,80  | =108   |
| Francisc Cociș  | sărituri          | N/A    | 17,35    | N/A      | N/A    | N/A    | N/A    | 17,35  | =128   |
| Francisc Cociș  | paralele          | N/A    | N/A      | 14,45    | N/A    | N/A    | N/A    | 14,45  | 168    |
| Francisc Cociș  | bară              | N/A    | N/A      | N/A      | 11,50  | N/A    | N/A    | 11,50  | 168    |
| Francisc Cociș  | inele             | N/A    | N/A      | N/A      | N/A    | 16,65  | N/A    | 16,65  | =119   |
| Francisc Cociș  | cal               | N/A    | N/A      | N/A      | N/A    | N/A    | 12,05  | 12,05  | 165    |
| Eugen Balint    | individual compus | 16,45  | 14,95    | 15,95    | 11,25  | 16,00  | 14,00  | 88,60  | 161    |
| Eugen Balint    | echipe            | 16,45  | 14,95    | 15,95    | 11,25  | 16,00  | 14,00  | 88,60  | 20     |
| Eugen Balint    | sol               | 16,45  | N/A      | N/A      | N/A    | N/A    | N/A    | 16,45  | =122   |
| Eugen Balint    | sărituri          | N/A    | 14,95    | N/A      | N/A    | N/A    | N/A    | 14,95  | 171    |
| Eugen Balint    | paralele          | N/A    | N/A      | 15,95    | N/A    | N/A    | N/A    | 15,95  | =145   |
| Eugen Balint    | bară              | N/A    | N/A      | N/A      | 11,25  | N/A    | N/A    | 11,25  | 172    |
| Eugen Balint    | inele             | N/A    | N/A      | N/A      | N/A    | 16,00  | N/A    | 16,00  | =131   |
| Eugen Balint    | cal               | N/A    | N/A      | N/A      | N/A    | N/A    | 14,00  | 14,00  | 142    |
| Carol Bedö      | individual compus | 17,90  | 17,50    | 15,25    | 7,25   | 14,70  | 14,60  | 87,20  | 165    |
| Carol Bedö      | echipe            | 17,90  | 17,50    | 15,25    | 7,25   | 14,70  | 14,60  | 87,20  | 20     |
| Carol Bedö      | sol               | 17,90  | N/A      | N/A      | N/A    | N/A    | N/A    | 17,90  | =55    |
| Carol Bedö      | sărituri          | N/A    | 17,50    | N/A      | N/A    | N/A    | N/A    | 17,50  | =120   |
| Carol Bedö      | paralele          | N/A    | N/A      | 15,25    | N/A    | N/A    | N/A    | 15,25  | =158   |
| Carol Bedö      | bară              | N/A    | N/A      | N/A      | 7,25   | N/A    | N/A    | 7,25   | 180    |
| Carol Bedö      | inele             | N/A    | N/A      | N/A      | N/A    | 14,70  | N/A    | 14,70  | =163   |
| Carol Bedö      | cal               | N/A    | N/A      | N/A      | N/A    | N/A    | 14,60  | 14,60  | 136    |
| Zoltan Balogh   | individual compus | 16,00  | 16,65    | 15,80    | 6,75   | 16,80  | 13,75  | 85,75  | 170    |
| Zoltan Balogh   | echipe            | 16,00  | 16,65    | 15,80    | 6,75   | 16,80  | 13,75  | 85,75  | 20     |
| Zoltan Balogh   | sol               | 16,00  | N/A      | N/A      | N/A    | N/A    | N/A    | 16,00  | =141   |
| Zoltan Balogh   | sărituri          | N/A    | 16,65    | N/A      | N/A    | N/A    | N/A    | 16,65  | =153   |
| Zoltan Balogh   | paralele          | N/A    | N/A      | 15,80    | N/A    | N/A    | N/A    | 15,80  | =149   |
| Zoltan Balogh   | bară              | N/A    | N/A      | N/A      | 6,75   | N/A    | N/A    | 6,75   | 182    |
| Zoltan Balogh   | inele             | N/A    | N/A      | N/A      | N/A    | 16,80  | N/A    | 16,80  | =114   |
| Zoltan Balogh   | cal               | N/A    | N/A      | N/A      | N/A    | N/A    | 13,75  | 13,75  | =144   |
| Aurel Loșniță   | individual compus | 15,20  | 17,55    | 15,50    | 11,40  | 16,70  | 9,25   | 85,60  | 172    |
| Aurel Loșniță   | echipe            | 15,20  | 17,55    | 15,50    | 11,40  | 16,70  | 9,25   | 85,60  | 20     |
| Aurel Loșniță   | sol               | 15,20  | N/A      | N/A      | N/A    | N/A    | N/A    | 15,20  | =157   |
| Aurel Loșniță   | sărituri          | N/A    | 17,55    | N/A      | N/A    | N/A    | N/A    | 17,55  | =118   |
| Aurel Loșniță   | paralele          | N/A    | N/A      | 15,50    | N/A    | N/A    | N/A    | 15,50  | 154    |
| Aurel Loșniță   | bară              | N/A    | N/A      | N/A      | 11,40  | N/A    | N/A    | 11,40  | =169   |
| Aurel Loșniță   | inele             | N/A    | N/A      | N/A      | N/A    | 16,70  | N/A    | 16,70  | =117   |
| Aurel Loșniță   | cal               | N/A    | N/A      | N/A      | N/A    | N/A    | 9,25   | 9,25   | 180    |

Feminin
- Stela Perin

## Haltere
| Sportiv           | Probă    | Împins   | Împins | Smuls    | Smuls | Aruncat  | Aruncat | Total | Loc |
| Sportiv           | Probă    | Rezultat | Loc    | Rezultat | Loc   | Rezultat | Loc     | Total | Loc |
| ----------------- | -------- | -------- | ------ | -------- | ----- | -------- | ------- | ----- | --- |
| Alexandru Cosma   | −56 kg   | FR       | –      | 70       | 18    | FR       | –       | 70    | –   |
| Ilie Dociu Enciu  | −75 kg   | 97,5     | =16    | 97,5     | 20    | 127,5    | 16      | 322,5 | 18  |
| Ilie Dancea       | −82,5 kg | 95,0     | =20    | 102,5    | 18    | 132,5    | 19      | 330,0 | 18  |
| Gheorghe Pițicaru | −90 kg   | 95,0     | 20     | 102,5    | 18    | 132,5    | 16      | 330,0 | 16  |

## Lupte
Masculin greco-roman
| Sportiv            | Probă        | Primul meci            | Al 2-lea meci         | Al 3-lea meci             | Al 4-lea meci      | Al 5-lea meci     | Al 6-lea meci     | Finală            | Loc |
| Sportiv            | Probă        | Adversar Rezultat      | Adversar Rezultat     | Adversar Rezultat         | Adversar Rezultat  | Adversar Rezultat | Adversar Rezultat | Adversar Rezultat | Loc |
| ------------------ | ------------ | ---------------------- | --------------------- | ------------------------- | ------------------ | ----------------- | ----------------- | ----------------- | --- |
| Dumitru Pîrvulescu | muscă        | Mewis (BEL) P 0–3      | Brunner (AUT) C 3–0   | Fabra (ITA) P 0–3         | Nu a avansat       | Nu a avansat      | Nu a avansat      | Nu a avansat      |     |
| Ion Popescu        | cocoș        | Chihab (LIB) P 0–3     | Cortsen (DEN) C 2–1   | Demirsüren (TUR) C cădere | Terean (URS) P 0–3 | Nu a avansat      | Nu a avansat      | Nu a avansat      |     |
| Francisc Horvath   | pană         | Håkansson (SWE) P 0–3  | Gondzik (POL) P 1–2   | Nu a avansat              | Nu a avansat       | Nu a avansat      | Nu a avansat      | Nu a avansat      |     |
| Dumitru Cuc        | ușoară       | Eriksen (NOR) C cădere | Benedetti (ITA) C 3–0 | Freij (SWE) P 0–3         | Safin (URS) P 0–3  | Nu a avansat      | Nu a avansat      | Nu a avansat      | =5  |
| Marin Belușica     | semimijlocie | Männikkö (FIN) P 0–3   | Čuzdi (YUG) C 3–0     | Riva (ITA) C 3–0          | Nu a avansat       | Nu a avansat      | Nu a avansat      | Nu a avansat      | =5  |
| Ovidiu Forai       | semigrea     | Skaff (LIB) P 1–2      | Nilsson (SWE) P 0–3   | Nu a avansat              | Nu a avansat       | Nu a avansat      | Nu a avansat      | Nu a avansat      |     |
| Alexandru Șuli     | grea         | Kovanen (FIN) P 0–3    | Kovács (HUN) C 2–1    | Georgoulis (GRE) C 3–0    | Nu a avansat       | Nu a avansat      | Nu a avansat      | Nu a avansat      | 5   |

## Natație
| Sportiv     | Probă                | Serie  | Serie | Semifinală   | Semifinală   | Finală       | Finală       |
| Sportiv     | Probă                | Timp   | Loc   | Timp         | Loc          | Timp         | Loc          |
| ----------- | -------------------- | ------ | ----- | ------------ | ------------ | ------------ | ------------ |
| Iosif Novac | 100 m liber masculin | 1:00,5 | =25   | Nu a avansat | Nu a avansat | Nu a avansat | Nu a avansat |

## Polo pe apă
Echipa
| - Zoltan Norman - Atila Kelemen - Adalbert Iordache - Gavrila Törok - Zoltan Hospodar - Octavian Iosim - Francisc Șimon - Arcadie Sarcadi | - Gyula Deac (r) - Iosif Novac (r) - M. Tarnoveanu (r) |

| Echipă  | Probă            | Calificări     | Calificări    | Runda preliminară | Runda preliminară | Runda preliminară | Runda semifinalelor | Runda semifinalelor | Runda semifinalelor | Runda finală  | Runda finală  | Runda finală  |
| Echipă  | Probă            | Adversar Scor  | Adversar Scor | Adversar Scor     | Adversar Scor     | Adversar Scor     | Adversar Scor       | Adversar Scor       | Adversar Scor       | Adversar Scor | Adversar Scor | Adversar Scor |
| ------- | ---------------- | -------------- | ------------- | ----------------- | ----------------- | ----------------- | ------------------- | ------------------- | ------------------- | ------------- | ------------- | ------------- |
| România | Turneul masculin | Germania P 4-8 | SUA P 3-6     | Nu a avansat      | Nu a avansat      | Nu a avansat      | Nu a avansat        | Nu a avansat        | Nu a avansat        | Nu a avansat  | Nu a avansat  | Nu a avansat  |

## Scrimă
Opt scrimeri (toți bărbați) au participat.
Floretă masculin
- Vasile Chelaru: eliminat în al doilea tur
- Nicolae Marinescu: eliminat în al doilea tur
- Andrei Vîlcea: eliminat în al doilea tur

Floreta masculin pe echipe
- Andrei Vîlcea, Ilie Tudor, Nicolae Marinescu, Vasile Chelaru: eliminați în primul tur

Spadă masculin
- Nicolae Marinescu: eliminat în al doilea tur
- Vasile Chelaru: eliminat în primul tur
- Zoltan Uray: eliminat în primul tur

Sabie masculin
- Adalbert Gurath, Sr.: eliminat în al treilea tur
- Ilie Tudor: eliminat în al treilea tur
- Ion Santo: eliminat în al doilea tur

Sabie masculin pe echipe
- Andrei Vîlcea, Ion Santo, Ilie Tudor, Mihai Kokossy:  eliminați în primul tur

## Tir
Iosif Sîrbu a câștigat medalia de aur la armă liberă, calibru redus, poziția culcat. El și Boris Andreev (URSS) s-au aflat la egalitate de puncte. Iosif Sîrbu a cucerit aurul după susținerea unui baraj. La proba de pistol-viteză românul Gheorghe Lichiardopol și maghiarul Szilárd Kun s-au aflat la egalitate de puncte. Gheorghe Lichiardopol a obținut medalia de bronz după susținerea unui baraj.
| Sportiv               | Probă              | Prima rundă | Runda a 2-a | Total  | Total |
| Sportiv               | Probă              | Puncte      | Puncte      | Puncte | Loc   |
| --------------------- | ------------------ | ----------- | ----------- | ------ | ----- |
| Gheorghe Lichiardopol | pistol viteză 25 m | 288         | 290         | 578    | 3     |
| Panait Călcâi         | pistol viteză 25 m | 282         | 293         | 575    | 6     |

| Sportiv     | Probă                                     | În picioare | În genunchi | Culcat | Total  | Total |
| Sportiv     | Probă                                     | Puncte      | Puncte      | Puncte | Puncte | Loc   |
| ----------- | ----------------------------------------- | ----------- | ----------- | ------ | ------ | ----- |
| Iosif Sîrbu | armă liberă calibru redus 50 m, 3 poziții | 378         | 383         | 400    | 1.161  | 6     |

| Sportiv        | Probă                                  | Prima rundă | Runda a 2-a | Runda a 3-a | Runda a 4-a | Total  | Total |
| Sportiv        | Probă                                  | Puncte      | Puncte      | Puncte      | Puncte      | Puncte | Loc   |
| -------------- | -------------------------------------- | ----------- | ----------- | ----------- | ----------- | ------ | ----- |
| Iosif Sîrbu    | armă liberă calibru redus 50 m, culcat | 100         | 100         | 100         | 100         | 400    | 1     |
| Petre Cișmigiu | armă liberă calibru redus 50 m, culcat | 99          | 99          | 98          | 100         | 396    | 20    |

## Legături externe
- Echipa olimpică a României la Comitetul Olimpic si Sportiv Român
- en  Romania at the 1952 Summer Olympics la Olympedia.org